# Iglesia de San Salvador (Grandas)

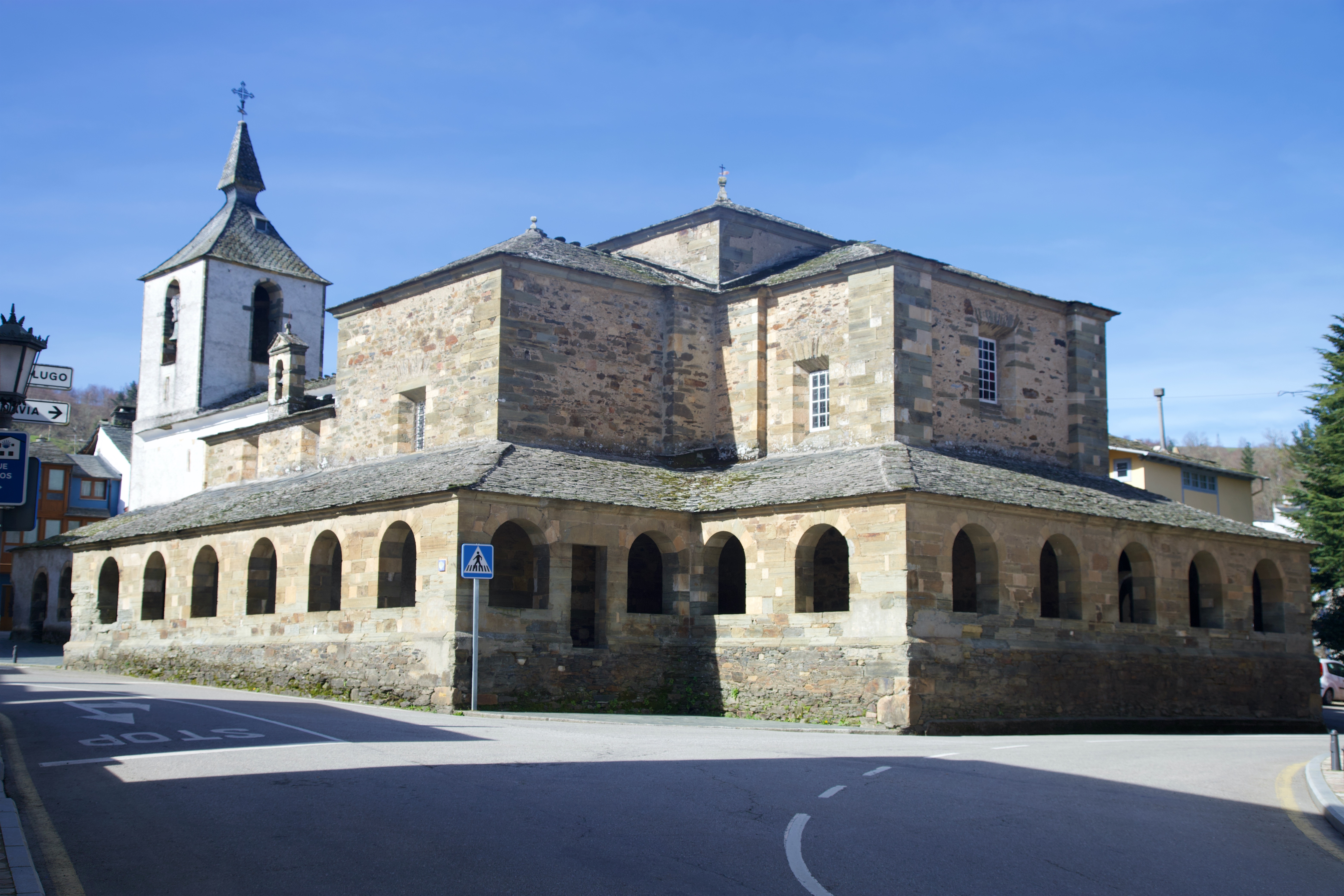
Iglesia Colegiata de El Salvador de Grandas

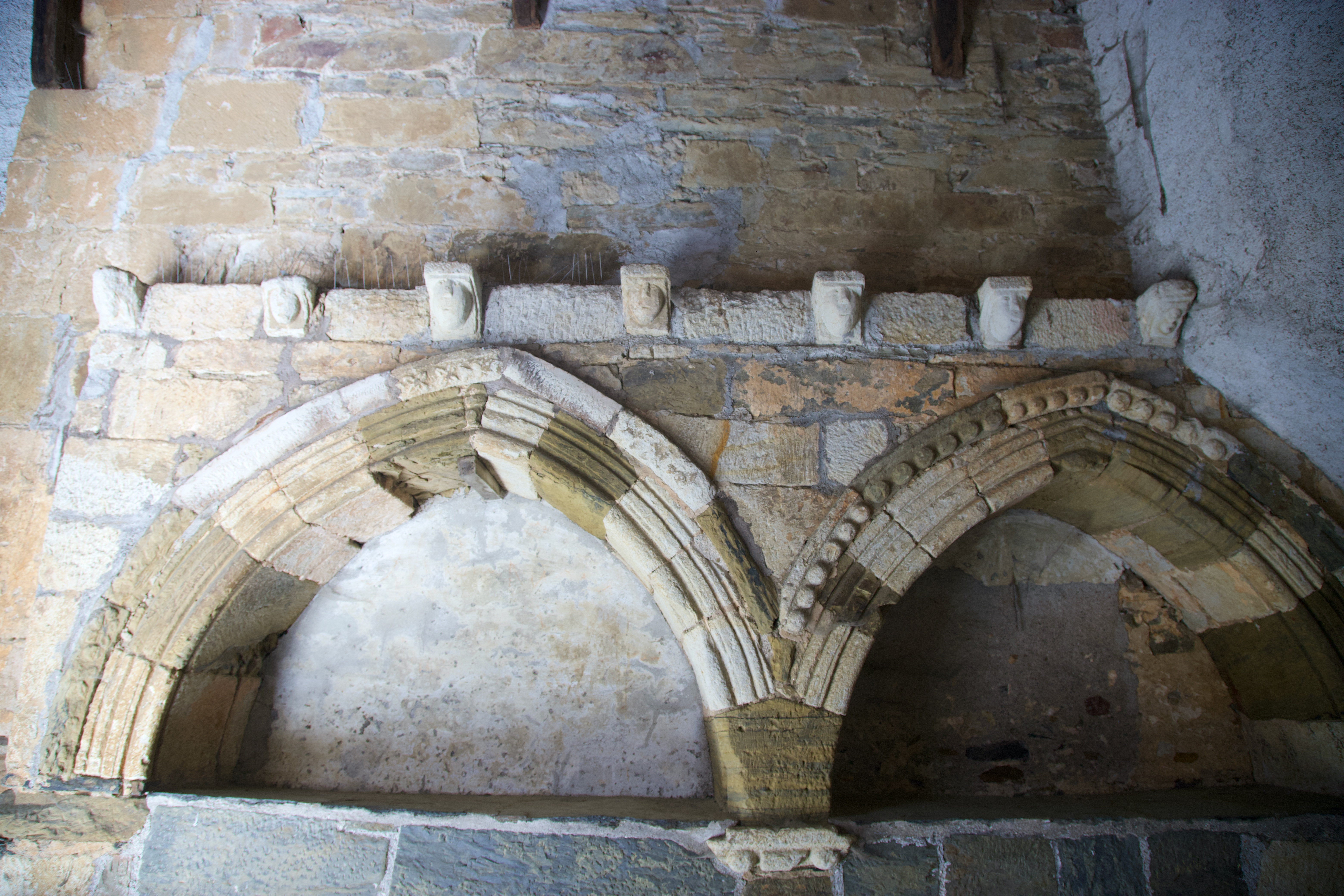
Iglesia Colegiata de El Salvador de Grandas

La Iglesia de San Salvador es una iglesia situada en Grandas en el concejo asturiano de Grandas de Salime.
Surgido al paso del camino primitivo de Santiago por la localidad, aparece documentado en el año 1186. 
El templo fue completamente remodelado en los siglos XVII, XVIII y XIX. Sigue conservando su portada románica aunque está empotrada en un muro, tiene cuatro arquivoltas semicirculares descansando toda esta estructura en impostas que tienen relieves de hojas. La iglesia actual es de planta de cruz, con una sola nave, crucero de cúpula sobre pechinas con cabecero y torre cuadrada. 
Toda la iglesia está rodeada por un pórtico sobre arcos de medio punto. Tiene en su interior un retablo obra de Juan de Castro de dos pisos y ático, dividido en cinco calles. Las calles se separan por columnas estriadas.
- Datos: Q97177330